# Thomas Laubach (Theologe)
Thomas Laubach (nach Heirat Thomas Weißer) (* 1964 in Köln) ist ein römisch-katholischer Theologe; er schrieb die Texte zu zahlreichen Neuen Geistlichen Liedern. Seine Publikationen veröffentlicht er früher wie heute unter seinem Geburtsnamen Laubach. Seit dem 1. April 2012 ist er unter seinem bürgerlichen Namen Weißer Professor für Theologische Ethik an der Universität Bamberg. Er ist des Öfteren im Radio beim Wort zum Tag und bei Morgenandachten zu hören.

## Leben
Laubach studierte an den Universitäten Bonn und Tübingen katholische Theologie und Germanistik. Zwischen 1992 und 2006 arbeitete er als wissenschaftlicher Assistent an der Katholischen Fakultät der Universität Tübingen, in der Abteilung für Theologische Ethik (Promotion 1999; Habilitation 2003).
Seit 1984 war Laubach als pädagogischer Mitarbeiter und Referent in der Jugend- und Erwachsenenbildung und seit 1987 auch im journalistischen Bereich tätig. Von 2006 bis 2012 war er Senderbeauftragter der Katholischen Kirche beim Südwestrundfunk Mainz. Hier war er für die Hörfunk- und Fernsehsendungen der Katholischen Kirche auf den Wellen und Kanälen des SWR Rheinland-Pfalz verantwortlich.
Er ist Textautor für christliche Popsongs wie Wo Menschen sich vergessen (Da berühren sich Himmel und Erde), Du sei bei uns oder Gott sei über dir. Lange Jahre war er Mitglied der bundesweit aktiven Band Ruhama.
Laubach ist verheiratet und hat vier Kinder. Mit der Heirat nahm Laubach den Namen seiner Frau, Weißer, an.

## Werke
- mit Bildern von Paul Cézanne: Das kleine Buch zum Leben. Gedanken zur Auferstehung. tvd-Verlag, Düsseldorf 2009, ISBN 978-3-9265-1286-4.
- Mit Gott und der Welt reden: Warum beten (nicht nur) Kindern guttut. Schwabenverlag, Ostfildern 2010, ISBN 978-3-7966-1517-7.
- Von hier bis Betlehem. Fünf Krippenspiele mit Musik (mit CD). tvd-Verlag, Düsseldorf 2013, ISBN 978-3-9265-1298-7.
- mit Jochen Sautermeister: Gender – Herausforderung für die christliche Ethik. Freiburg im Breisgau: Herder, 2017, ISBN 978-3-4513-7898-0.
- mit Bildern von Wassily Kandinsky: Das kleine Buch vom Stern. tvd-Verlag, Düsseldorf 2019, ISBN 978-3-9456-0329-1.